# Hanna Pakarinen
Hanna Helena Pakarinen, finska pevka rock glasbe, * 17. april 1981, Lappeenranta, Finska.
Hanna je leta 2004 zmagala v finskem televizijskem šovu glasbenih talentov ter na Evroviziji 2007 predstavljala Finsko s pesmijo Leave me alone; 

## Diskografija

### Albumi
- When I Become Me (2004, Sony BMG)
- Stronger (2005, Sony BMG)
- Lovers (2007, Sony BMG)

### Singli
- Love Is Like a Song (2004)
- Heaven (2004)
- Fearless (2004)
- How Can I Miss You (2004)
- When I Become Me (2004)
- Kiss of Life (2005)
- Stronger Without You (2005)
- Damn You (2005)
- Go Go (2007)
- Leave Me Alone (2007)